# 中村久子

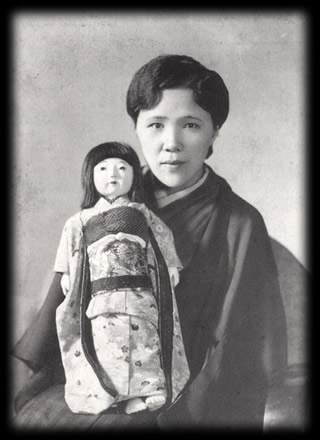
1937年（昭和12年）に来日したヘレン・ケラー女史に贈る人形と共に

中村 久子（なかむら ひさこ、1897年11月25日 - 1968年3月19日）は、明治から昭和期の興行芸人、作家。両手・両足の切断というハンデにも拘らず自立した生活を送った女性として知られる。

## 幼少期
1897年（明治30年）11月25日、岐阜県大野郡高山町（現・高山市）で父・釜鳴栄太郎と母・あやの長女として出生し、幼名は「ひさ」。弟に栄三がいる。2歳の時に左足の甲に起こした凍傷が左手、右手、右足と移り、凍傷の影響による高熱と手足が真黒に焼ける痛みと苦しみに昼夜の別なく襲われた。
3歳の時にこの凍傷が元で特発性脱疽となる。手術すべきか否か、幾度となく親族会議が行われたが、決断がまとまらないうちに左手が手首からポロリと崩れ落ちたという。その後、右手は手首、左足は膝とかかとの中間、右足はかかとから切断する。幾度も両手両足を切断し3歳の幼さで闘病生活が始まる。
7歳の時に、父・栄太郎が急性脳膜炎により急逝。さらに不幸は続き、10歳の時に弟の栄三とも生き別れをした。そんな激動の生活の中、彼女を支えてくれたのは祖母ゆきと母あやであった。祖母と母の厳しくも愛情のある子育てにより、久子は筆記や編み物をこなせるようになった。

## 青年期

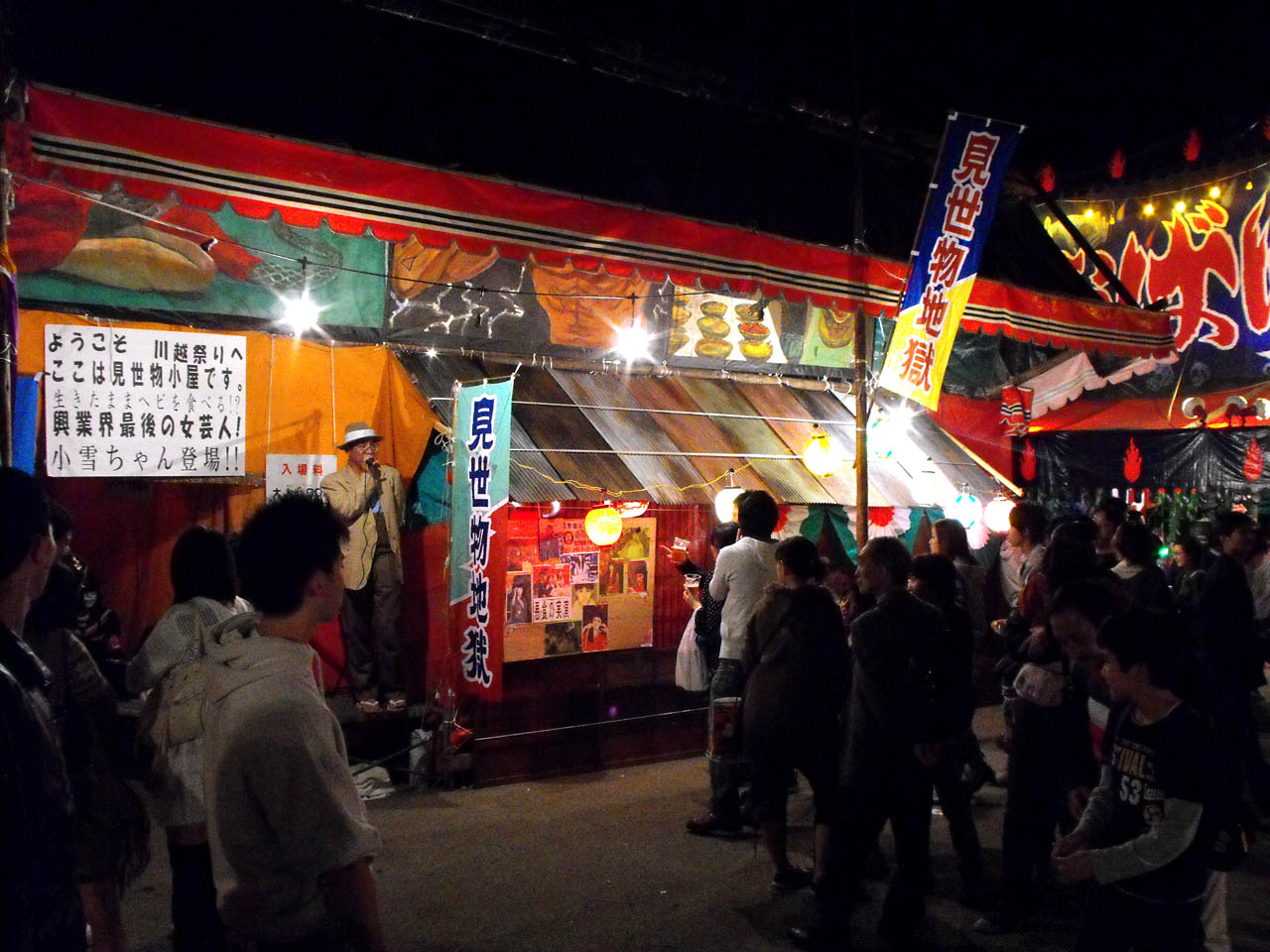
現代の見世物小屋（大寅興行社（2008年10月））

1916年（大正5年）20歳になった久子は地元高山を離れ、横浜市などで一人暮らしを始めた。
その後、母と再婚した藤田という継父から虐待を受けた。間もなく久子は自立するために、身売りされる形で「だるま娘」の名で見世物小屋での芸人として働くようになり、両手の無い体での裁縫や編み物を見せる芸を披露した。
後に結婚し、富子（次女、1924年生まれ）らを儲けて、祖母の死や夫の死という不幸に見舞われながらもくじける事なく、子供たちを養い気丈に働き続けた。1934年（昭和9年）に興行界から去った。
久子は見世物小屋で働き始めた時「恩恵にすがって生きれば甘えから抜け出せない。一人で生きていかなければ」と決意し、生涯を通じて国による障害者の制度による保障を受けることは無かった。

## 見世物小屋を辞めてから晩年まで
1937年（昭和12年）4月17日、41歳の久子は東京日比谷公会堂でヘレン・ケラーと出会う。久子はその時、口と肘の無い腕を使って作った日本人形をケラーに贈った。ケラーは久子を、「私より不幸な人、私より偉大な人」と賞賛した。翌年42歳の時に、福永鷲邦に出会い、「歎異抄」を知る。
50歳頃より、執筆活動・講演活動・各施設慰問活動を始め、全国の身障者および健常者に大きな生きる力と光を与えた。久子は講演で全国を回る中で自分の奇異な生い立ちを語るとともに、自分の体について恨む言葉も無く、むしろ障害のおかげで強く生きられる機会を貰ったとして「『無手無足』は仏より賜った身体、生かされている喜びと尊さ（を感じる）」と感謝の言葉を述べ、「人間は肉体のみで生きるのではなく、心で生きるのだ」と語っている。1950年（昭和25年）54歳の時、高山身障者福祉会が発足し初代会長に就任する。65歳の時、厚生大臣賞を受賞した。
1968年（昭和43年）3月19日、脳溢血により高山市天満町の自宅において波乱に満ちた生涯に幕を閉じる。享年72。遺言により遺体は、娘の富子らによって献体された。

## 著書
- 『宿命に勝つ』新踏社、1943年。
- 『無形の手と足』永田文晶堂、1949年。
- 『生きる力を求めて』永田文晶堂、1951年。
- 『私の越えてきた道』地上社、1955年。
- 『こころの手足』春秋社、1987年、新版。ISBN 978-4393137062。